# Ant-Zen
Ant-Zen est un label de musique électronique allemand fondé en 1993 à Lappersdorf. Les productions du label couvrent différents genres de musique électronique, allant de la musique industrielle à l'ambient, en passant par le breakcore et l'IDM. Ant-Zen a été décrit dans la presse spécialisée comme un label influent et respecté, ayant créé une esthétique unique comparable à des labels comme Warp ou R&S. En tant que distributeur, Ant-Zen a permis à de plus petits labels à diffuser leur musique.

## Histoire
Le label Ant-Zen est fondé en 1993 par Stefan Alt, graphiste et photographe. Le nom est une abréviation de "Anti-Zensur" ("anti-censure", en allemand),. Pendant les premières années, les publications se font au format cassette et vinyle 7-inch. Dès 1995, Ant-Zen publie sur CD les albums de P.A.L (Signum), Synapscape et Wumpscut.
En 1996, Ant-Zen publie Le Facteur Humain, du groupe canadien Vromb, Licht Und Schatten de Telepherique, ainsi que des albums de Contagious Orgasm (Hiroshi Hashimoto) et Sonar (Dirk Ivens et Patrick Stevens).
En 1997 sort sur Ant-Zen Human Dislocation, le premier album d'Imminent Starvation qui est décrit comme «un tour de force de rythmes distordus technoïdes fusionnés avec des éléments de power noise», ainsi que des albums de P.A.L (m@rix), Noisex (Over And Out) et Synapscape (Rage).
Également en 1997, Stefan Alt fonde un label parallèle nommé Hymen Records, qui s'oriente davantage vers la musique techno, electronica et IDM,. Selon Stefan Alt, la raison est l'ouverture grandissante du domaine techno envers les musiques expérimentales et "noise". La première sortie de Hymen Records est le vinyle Human Relocation par Imminent Starvation.
En 1998, pour célébrer les cinq premières années d'activité, le label Ant-Zen sort la compilation "Ant-hology" (act 75) qui réunit 28 artistes. La même année sortent sur Ant-Zen des albums de Aube (Akifumi Nakajima), Hybrids, Telepherique, Hypnoskull, Silk Saw et Noisex. Sur Hymen sortent des albums de Beefcake (Polycontrale Contra Punkte) et Architect (Galactic Supermarket), montrant tous deux des influences drum'n'bass.

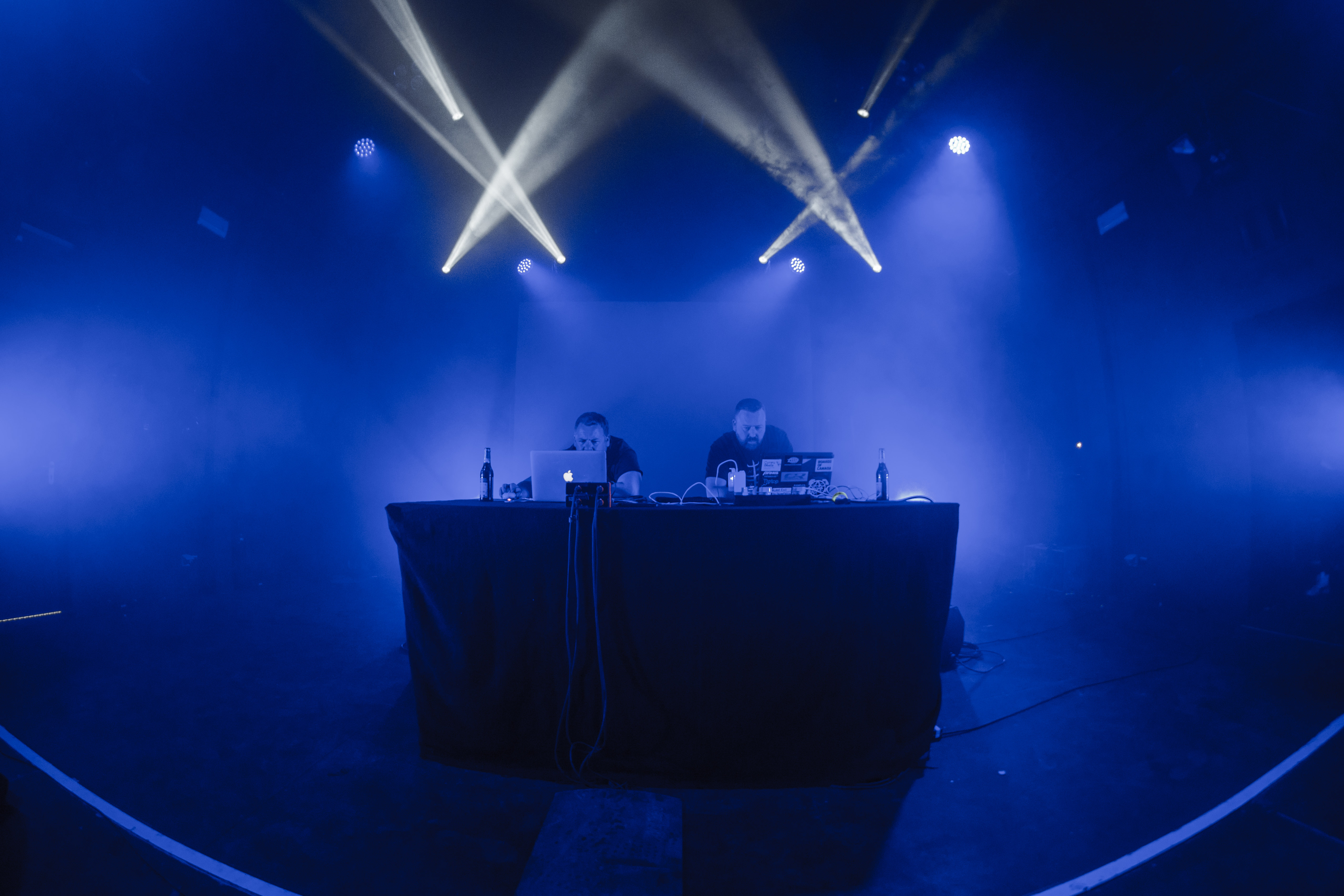
Le groupe Somatic Responses (ici en 2016) a sorti 10 albums sur Hymen Records entre 1999 et 2018.

En 1999, Ant-Zen publie Sprite Storage Format, un LP de Klangstabil entièrement composé sur un Game Boy; Shock Front, le premier album de Converter; Zyklen, le premier album solo de Morgenstern (Andrea Börner); ainsi que So What, troisième album de Synapscape, décrit comme un «chef-d'œuvre de rythmic noise». Sur Hymen paraissent des albums de Snog (Third Mall From The Sun), Somatic Responses (Circumflex) et Xingu Hill (Alterity), ainsi que la compilation Teknoir qui présente 26 artistes.

### Années 2000
En 2000, Ant-Zen publie des albums de Squaremeter (Mathis Mootz) et Converter (Blast Furnace), tandis que Hymen édite des albums de Scorn (Greetings From Birmingham), Beefcake (Coincidentia Oppositorum) et Snog (Relax Into The Abyss).
En 2001, Ant-Zen publie Cold, le deuxième album de Morgenstern. Sur Hymen sortent des albums de Venetian Snares (Doll Doll Doll, un album de breakcore à l'atmosphère sombre et oppressante); Lusine ICL (Iron City); Starfish Pool, et xhm² (une collaboration entre Mathis Mootz, John N. Sellekaers et Cedrik Fermont).
En 2002, Hymen publie Law Of The Battle Of Conquest, un album mêlant ambient et breakcore sur lequel Hecate (Rachael Kozak) remixe des morceaux de Lustmord, l'album Plan B de Scorn, ainsi que Medicine For The Meaningless, le premier album de L'Ombre (Stephen Sawyer). Pour marquer son cinquième anniversaire, Hymen édite la compilation Masonic, qui réunit 30 artistes.
En 2003, dans sa dixième année d'activité, Ant-Zen publie un album inédit de Muslimgauze, Dome Of The Rock. La même année, le label sort un album de Merzbow, Timehunter, sous la forme de quatre mini-CD réunis dans un calendrier. Parmi les autres publications cette année figurent Iszoloscope, Black Lung, Converter (son dernier album Exit Ritual), L'Ombre (Simulations 1.0) et This Morn' Omina. Sur Hymen sortent des albums IDM de Lusine (Condensed) et Gridlock (Formless), des albums breakcore de Venetian Snares (Find Candace) et Xanopticon (Liminal Space), ainsi que Nymphomatriarch, une collaboration entre Aaron Funk et Rachael Kozak qui reçoit une mention au Prix Ars Electronica.
En 2004, Ant-Zen publie l'album Taking Nothing Seriously de Klangstabil, ainsi que Le Temps Suspendu de Ab Ovo (Jérôme Chassagnard et Régis Baillet),. Sur Hymen est publié l'album Circuitbreaking, du groupe canadien Orphx,, Seven Veils Of Silence de Hecate et Scatterheart de Hecq.
En 2005, Ant-Zen publie Two Different Faces, troisième et ultime album de Morgenstern, décrit comme « un miasme sombre qui étouffe et pique comme une méduse ». Sur Hymen sortent des albums de Somatic Responses, Architect, Kattoo et Hecq, ainsi que des EP 12" de Richard Devine et Doormouse.
En 2006, Hymen publie la compilation Travel Sickness, qui se présente dans un coffret en bois contenant 8 mini-CD, chacun portant la silhouette d'un papillon, l'ensemble évoquant une collection entomologique. Parmi les contributeurs à cette compilation figurent Lusine, Gridlock, Venetian Snares et Hecq. La même année, Hymen édite les deux premiers albums de Ginormous (projet musical de l'américain Bryan Konietzko, plus connu comme réalisateur de la série animée Avatar), ainsi que des albums de Enduser, Kattoo, Mad EP et Nebulo.
L'année 2007 voit la publication sur Hymen de Redeye, par le britannique Keef Baker,, ainsi que Epoch, le premier album de l'américaine Rachel Maloney (Tonikom). D'autres artistes publiés cette année sont Substanz T (Beyond E), Hecq (0000), Lusine (Language Barrier) et Architect (Lower Lip Interface).

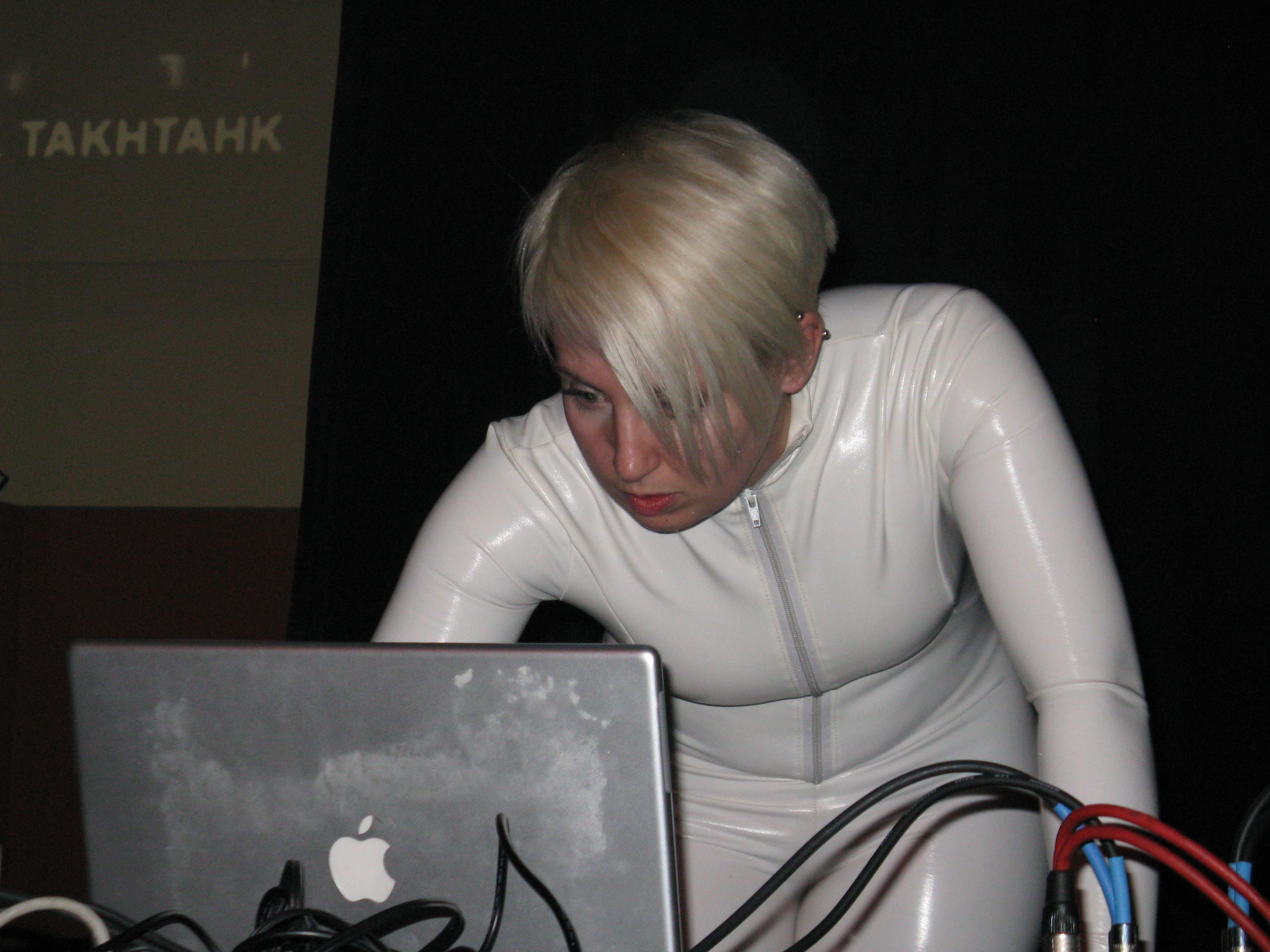
L'artiste Tonikom – ici en concert en 2009 au festival Elektroanschlag – a sorti quatre albums sur Hymen Records entre 2007 et 2014.

En 2008, Ant-Zen publie un album de Von Magnet, Ni Prédateur Ni Proie, ainsi que Math & Emotion de Klangstabil. La même année, Hymen édite le premier album solo de Jérôme Chassagnard, (F)light; le troisième album de Ginormous, At Night, Under Artificial Light ; ainsi que le cinquième album de Hecq, Night Falls,.
En 2009 sort sur Ant-Zen Genus, de Joby Talbot et Benjamin Wynn (en) (Deru). Il s'agit d'une composition commandée par le chorégraphe Wayne McGregor pour le Ballet de l'Opéra national de Paris, et inspirée par le livre L'Origine des espèces de Charles Darwin,.

### Années 2010
En 2010 est publié sur Ant-Zen Samdhya, le premier album de Diaphane (projet solo de Régis Baillet), décrit comme «un savant alliage de sons froids et d'élancées abrasives»; ainsi que The Sound Of Love Impermanent par Ginormous, une bande-son composée pour la danseuse Maria Gillespie,.
En 2011 Ant-Zen édite le deuxième album de Näo, trio français originaire de Besançon, mêlant electronica et rock. Hymen édite notamment Avenger, album de Hecq explorant le genre dubstep, et Urbatectures, un album de Nebulo (Thomas Pujols) et Druc Drac (François Dumeaux) s'inspirant de la bande-dessinée La Fièvre d'Urbicande.
En 2012 sort sur Ant-Zen Archipielagos, qui sera le dernier album de Von Magnet avant la dissolution du groupe. La même année sont publiés Music For Ghosts de Sonic Area aux «atmosphères hantées et gothiques», et Cut Us Up de Sonar,. Sur Hymen sort Restive, bande-son du film du même nom composée par Ben Lukas Boysen, avec une contribution de Nils Frahm. D'autres sorties proviennent de Displacer (Foundation), Keef Baker (Pen Fifteen), Nebulo (Cardiac) et  Tonikom (Found And Lost).
En 2013, atteignant sa vingtième année d'activité, Ant-Zen publie l'ultime album de Klangstabil, Shadowboy, ainsi que Lifeforms de Diaphane,,.
En 2014, Hymen publie Inner Dialog, le troisième album solo de Jérôme Chassagnard,,, «habité par des nappes de synthés oniriques».

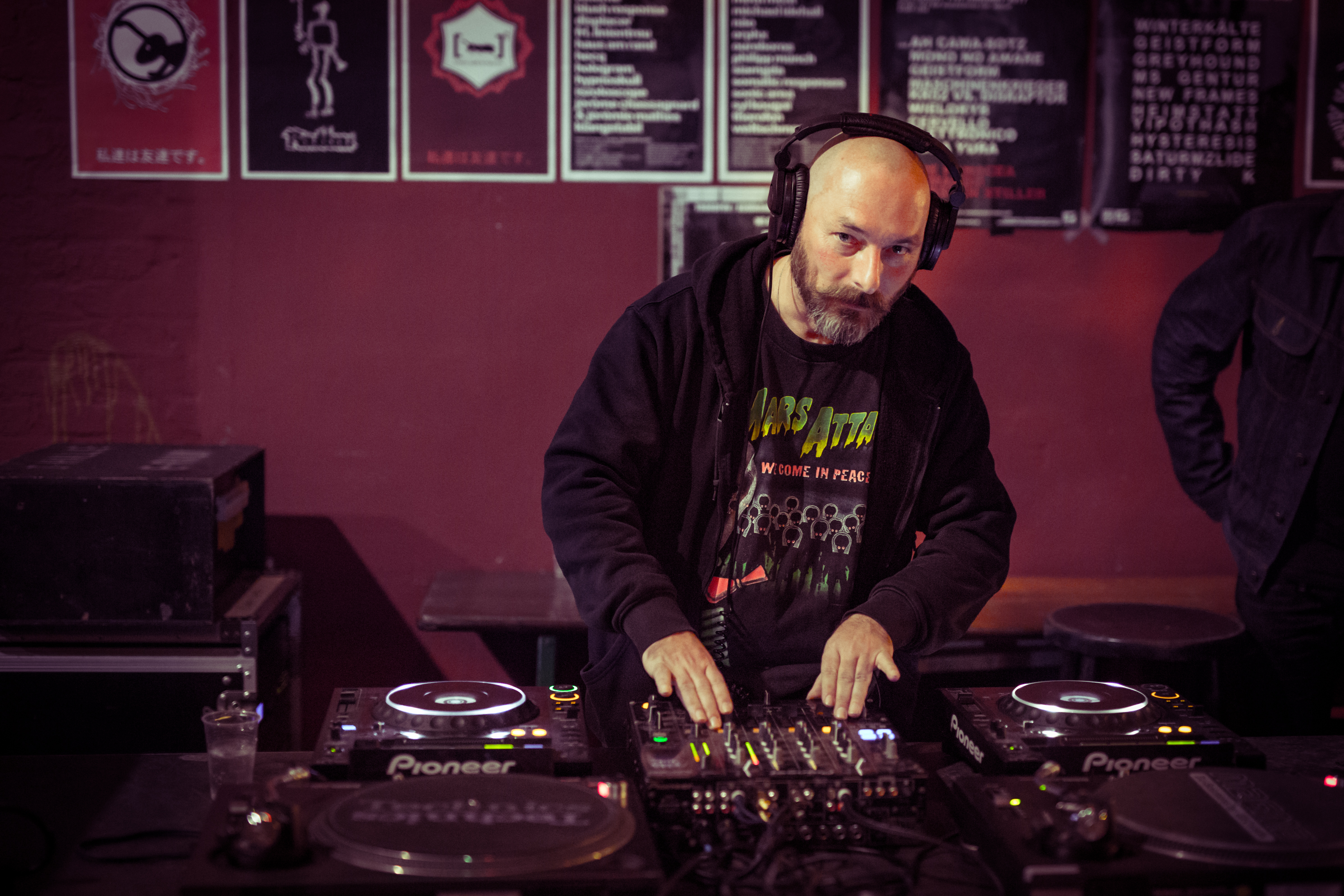
Stefan Alt, fondateur de Ant-Zen, au festival Maschinenfest (Oberhausen) en 2016.

En 2015, le label Ant-Zen figure dans le film documentaire "Industrial – Soundtrack for the Urban Decay", réalisé par Amélie Ravalec et Travis Collins, qui retrace l'histoire de la musique industrielle,. Durant cette année, Ant-Zen publie un album solo de Phil Von, Blind Ballet, le dixième album de Synapscape, Rhythm Age, ainsi que Lieux-Dits, cinquième album du groupe français 2kilos &More,,, situé «à la jonction des scènes industrielles, noise, new wave et post-rock». Sur Hymen sort Mare Nostrum, un album ambient de Hecq créé à partir d'enregistrements du superordinateur MareNostrum,,. En septembre 2015, Stefan Alt produit un DJ mix pour le site de diffusion Boiler Room, présentant 18 artistes des labels Ant-Zen et Hymen.
En 2016, Ant-Zen publie le premier album de Meta Meat, collaboration entre Phil Von et Hugues Vilette,, ainsi que Eyes In The Sky de Sonic Area, album "futuriste et lumineux" proche parfois de Kraftwerk, et Duel, le quatrième album "post-rock électro-industriel" de Näo,,.
En 2018, Ant-Zen publie Invisible, le premier album solo de Salt (Stefan Alt, aux commandes du label depuis 25 ans), ainsi que Still, onzième album de Synapscape. Sur Hymen sort Pattern Finding, de Somatic Responses.
En 2019, Ant-Zen annonce l'arrêt de la production de supports physiques, misant sur les publications au format digital,,,. Cependant, si le format numérique est devenu le standard, une partie des publications bénéficie toujours d'une édition sur vinyle ou CD,.
En 2019, Ant-Zen publie Made Underclouds, un album de compositions écrites par Phil Von pour le théâtre, ainsi que Exempt de 2kilos &More, qui mêle les sons électroniques à des ambiances "tribales et même rock/post-rock", 123 m, une collaboration entre Anatoly Grinberg et Mark Spybey, et Machiakari, deuxième album solo de Salt.

### Années 2020
En 2021, Ant-Zen publie Infrasupra, deuxième album de Meta Meat, mélangeant sons électroniques et instruments percussifs,, et dans lequel «on retrouve du Von Magnet et aussi des recherches à la Muslimgauze, Zoviet*France ou encore Esplendor Geometrico», ainsi que Ki de Sonic Area, album inspiré du Japon, au «minimalisme élégant».
En 2022, Ant-Zen publie 19, compilation posthume qui clôt l'activité du groupe 2kilos &More. Sur Hymen sort Tempus Fugit de Jérôme Chassagnard, une rétrospective de onze pièces ambient composées entre 2014 et 2022.
Durant les 30 premières années d'activité du label, de 1993 à 2023, plus de 420 titres ont été publiés sur Ant-Zen, et plus de 180 sur Hymen Records.

## Artistes

### Artistes publiés sur Ant-Zen
Parmi les artistes publiés sur Ant-Zen figurent notamment Synapscape, Vromb, P.A.L, Klangstabil, Muslimgauze, Merzbow, Scott Sturgis (Converter), Mathis Mootz, Cedrik Fermont (en), John Sellekaers (en), Szkieve, Mark Spybey, Anatoly Grindberg et Von Magnet.

### Artistes publiés sur Hymen
Parmi les artistes publiés sur Hymen comptent notamment Somatic Responses, Snog, Scorn,, Venetian Snares, Lusine, Rachel Maloney (Tonikom), Jérôme Chassagnard, Bryan Konietzko (Ginormous) et Ben Lukas Boysen (Hecq).

### Citations originales
1. ↑  (en) « it is a dark miasma that suffocates and stings like a shadowy jellyfish »